# Bory (Levice)
Bory es un municipio situado en el distrito de Levice, en la región de Nitra, Eslovaquia. Tiene una población estimada, en abril de 2023, de 322 habitantes.
Está ubicado al este de la región, cerca de los ríos Ipoly y Hron (ambos afluentes izquierdos del Danubio) y de la frontera con la región de Banská Bystrica.

## Demografía
| Año        | 1994 | 2004    | 2014    | 2024    |
| ---------- | ---- | ------- | ------- | ------- |
| Población  | 326  | 324     | 316     | 307     |
| Diferencia |      | −0,61 % | −2,46 % | −2,84 % |

| Año        | 2023 | 2024    |
| ---------- | ---- | ------- |
| Población  | 315  | 307     |
| Diferencia |      | −2,53 % |